# Golem Grad
Golem Grad (in macedone Голем Град), letteralmente "grande città", anche nota come Isola dei serpenti, è un'isola della Macedonia del Nord. Copre un'area di 18 ettari. Si trova nel lago di Prespa, a pochi chilometri dalla Grecia e dall'Albania. Golem Grad ospita diverse rovine e chiese antiche. È anche la casa per diverse comunità di animali, specialmente serpenti. Dall'agosto 2008 l'isola è visitabile dai turisti.

## Descrizione
Golem Grad ha un'area di 18 ettari, è lunga 600 metri e larga 350. L'isola è disabitata fin dalla metà del XX secolo, quando la piccola comunità monastica lasciò l'isola.
È raggiungibile solo tramite barca. Il villaggio di Konjsko è molto vicino all'isola, con appena due chilometri d'acqua che li separano.

## Collegamenti esterni

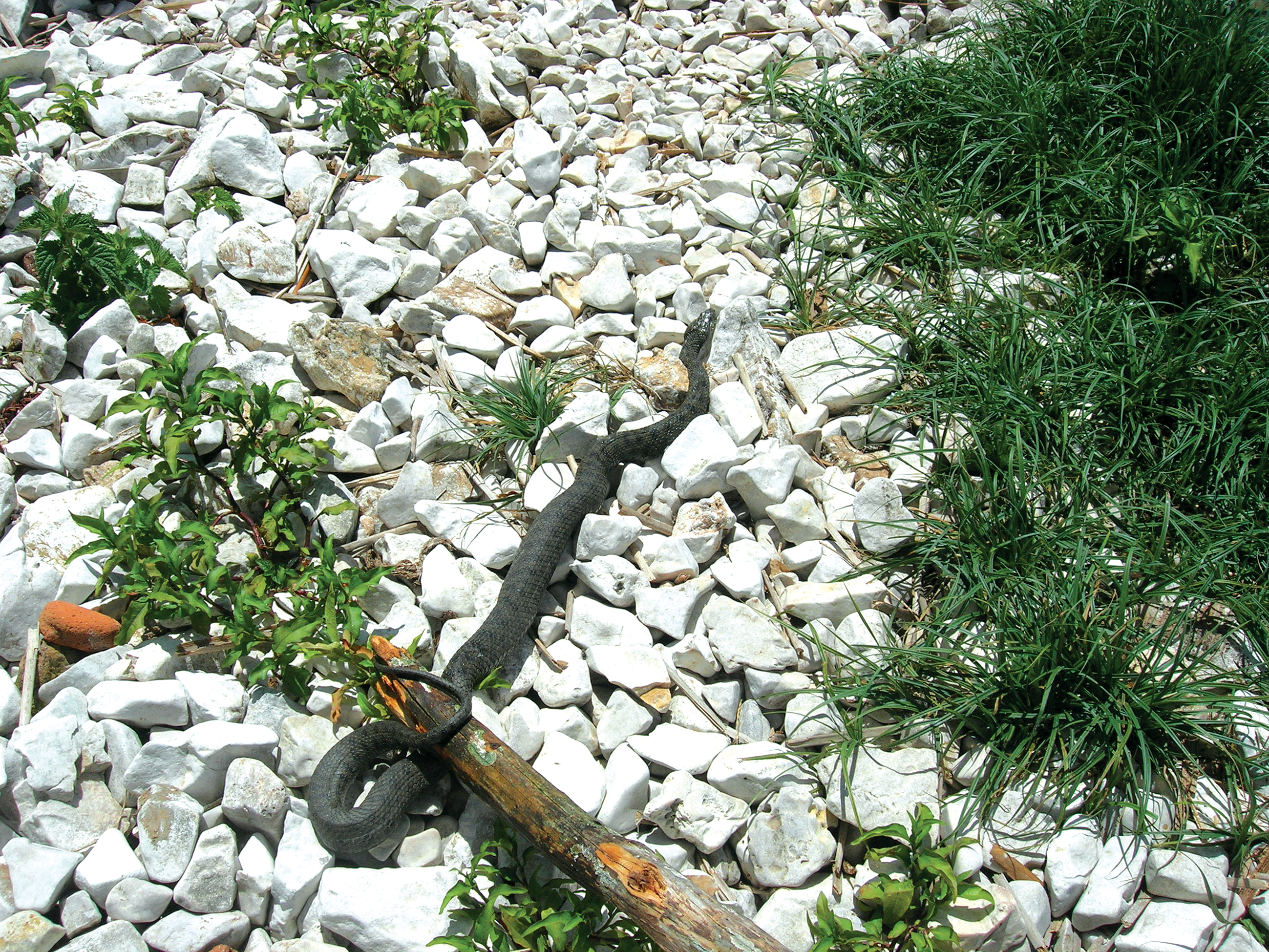
Un serpente sull'isola